# Jim Davis (Cartoonist)

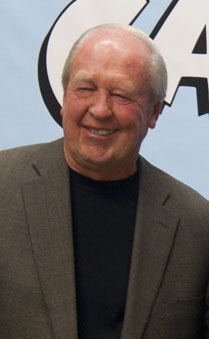
Der Cartoonist Jim Davis 2010

James Robert „Jim“ Davis (* 28. Juli 1945 in Marion, Indiana) ist ein US-amerikanischer Comiczeichner und der Erfinder der Comicfigur Garfield.

## Biografie
Jim Davis verbrachte seine Jugend – wie seine Comicfigur Jon Arbuckle – auf einer kleinen Farm mit seinem Vater James, seinem Bruder Dave und seinen 25 Katzen, die sich in der Obhut seiner Mutter Betty befanden. Seine Eltern waren Viehzüchter. Aufgrund einer Asthmaerkrankung war Davis oft gezwungen, im Haus zu bleiben, und so verbrachte der junge Jim seine Zeit mit Zeichnen. Seine Zeichnungen waren anfangs so schlecht, dass er häufig sogar dazuschreiben musste, was sie darstellen sollten.
Ab 1964 besuchte Davis die Ball State University in Muncie, an der er seine zeichnerischen Fähigkeiten perfektionierte und seine erste Ehefrau Carolyn kennenlernte. Nach dem College arbeitete Davis zwei Jahre lang bei einer örtlichen Werbeagentur. 1969 wurde Davis Assistent bei Comiczeichner Tom K. Ryan, dem Erfinder der Tumbleweeds.
Zuerst erfand er die Comicfigur Gnorm Gnat, eine Stechmücke, deren Geschichten regelmäßig in der Pendleton Times veröffentlicht wurden. Nach zwei Jahren orientierte er sich um und es entstand eine Proto-Version von Garfield mit dem Namen Jon, in dem schon alle späteren Hauptcharaktere aus Garfield vorkamen, Odie allerdings noch mit dem Namen „Spot“. Auch dieser Comic wurde vom 8. Januar 1976 bis 2. März 1978 regelmäßig in der Pendleton Times veröffentlicht und 2019 von dem YouTuber „Quinton“ Reviews restauriert, gescannt und am 5. Juni 2020 auf ein Googledrive hochgeladen. Im Januar 1978 wurde der Comic unter dem Namen Garfield vom United Feature Syndicate für eine nationale Veröffentlichung ausgewählt.
Der allererste Garfield-Comicstrip wurde am 19. Juni 1978 in 41 Zeitungen veröffentlicht. 1980 erschien das erste Garfield-Buch Garfield at Large.
1981 gründete Davis das Unternehmen Paws Inc., das jeden neu entwickelten Garfield-Artikel prüft und freigibt, um eine anhaltend hohe Qualität zu garantieren.
1981 und 1986 wurde Davis von der National Cartoonists Society (NCS) zum besten Comic-Humoristen des Jahres ernannt, 1985 bekam er den Elzie-Segar-Preis für außergewöhnliche Beiträge zur Cartoonindustrie und 1990 verlieh die NCS Davis den Reuben-Preis für den besten Comicstrip des Jahres.
Davis wurden außerdem vier Emmy Awards verliehen, jeweils für seine animierten Werke Garfield on the Town (1983), Garfield in the Rough (1984), Garfield’s Halloween Adventure (1985) und Garfield’s Babes & Bullets (1989). Außerdem wurden 13 Folgen der Sonderproduktionen CBS hergestellt, die alle zur besten Sendezeit ausgestrahlt wurden und ebenfalls für den Emmy nominiert wurden. Bis heute sind 33 seiner Comic-Bücher auf der New York Times-Bestseller-Liste erschienen. 1991 wurde Davis von der Ball State University und von der Purdue University zum Ehrendoktor ernannt, was den vorläufigen Höhepunkt seiner Karriere darstellte.
1988 startete Jim Davis’ Zeichentrickserie „Garfield und seine Freunde“ in Amerika (bis 1991).
Bis heute schreibt und zeichnet Jim Davis für amerikanische Tageszeitungen und seine Online-Seite und veröffentlicht von Zeit zu Zeit neue Comicsammelbände. 2004 erschien von ihm das Buch zum zeitgleich erschienenen Kinofilm Garfield – Der Film. Garfield ist mittlerweile von rund 2400 Zeitungen in 80 Ländern und in 40 Sprachen gedruckt worden und erreicht so 200 Millionen Menschen – und kam wegen seiner enormen Verbreitung 2002 ins Guinness-Buch der Rekorde. Die Bücher mit den Comics haben sich mehr als 200 Millionen Mal verkauft. Davis selbst hatte mit dem Erfolg von Garfield nie gerechnet. Nach einer Aussage von ihm sollten nach einigen Comicstrips nur ein Sammelband folgen, danach sollte die Serie beendet werden.
Im 2023 erschienenen Animationsfilm Garfield: Eine Extra Portion Abenteuer fungiert Davis wieder als Executive Producer.

## Privates und Sonstiges
- Jim Davis benannte den Comic-Kater nach seinem Großvater James Garfield Davis.[5]
- Ironischerweise hielt sich Davis selbst nie einen Kater, da seine erste Frau allergisch gegen Katzen war.
- Davis ist in zweiter Ehe verheiratet und hat drei Kinder.

## Filmografie
- 1972: Fritz the Cat (Layout-Artist)
- 1974: Nine Lives of Fritz the Cat (Animationen)
- 1982: Here Comes Garfield (TV & Comicstrip)
- 1983: Garfield on the Town (TV & Comicstrip)
- 1984: Garfield in der Wildnis (Garfield in the Rough)
- 1986: Garfield in Paradise (TV & Comicstrip)
- 1987: A Garfield Christmas (TV & Comicstrip)
- 1988: Garfield: His 9 Lives (TV & Comicstrip)
- 1988–1994: Garfield und seine Freunde (Garfield and Friends, Fernsehserie)
- 1989: Garfield's Thanksgiving (TV & Comicstrip)
- 1989: Garfield's Babes and Bullets (TV)
- 1990: Garfield's Feline Fantasies (TV)
- 1991: Garfield Gets a Life (TV & Comicstrip)
- 2004: Garfield – Der Film (Garfield: The Movie)
- 2006: Garfield 2 (Garfield: A Tail of Two Kitties)
- 2007: Garfield – Fett im Leben (Garfield Gets Real)
- 2008: Garfield – Fun Fest
- 2009: Garfield – Tierische Helden (Garfield's Pet Force)
- 2023: Garfield: Eine Extra Portion Abenteuer (The Garfield Movie)